# Stelterbach
Der Stelterbach (Gewässerkennzahl [GWK]: 32114) ist ein orografisch linker Zufluss zur Werse in Nordrhein-Westfalen. Der 3,0 km lange Bach entspringt südlich von Beckum und mündet nach einem insgesamt nordwestlichen Lauf westlich von Beckum in die Werse. 

## Nebenflüsse
- Wasserbach
- Deipenbach